# Stépanos Taronetsi
Stépanos Taronetsi (en arménien Ստեփանոս Տարոնեցի), Étienne de Taron, ou Asoghik (en arménien Ասողիկ, « chantre », « conteur », parfois translittéré en Asolik ou Açolik) est un historien et chroniqueur arménien du Xe - début du XIe siècle. Il est l'auteur d'une Histoire universelle.

## Biographie
Stépanos est, comme son nom l'indique, probablement né au Taron, un canton de la province arménienne historique de Tôroubéran, et vit au Xe - début du XIe siècle. Éduqué à Ani, la capitale bagratide, il devient un auteur réputé ; selon Grégoire Magistros, il a une longue vie.

## Œuvre
Source réputée fiable, Stépanos est principalement connu pour son Histoire universelle, commandée par le Catholicos Sargis Ier et divisée en trois livres : le premier débute par la Création et s'étend jusqu'à la fin du IIIe siècle, le deuxième couvre la période commençant par le règne de Tiridate IV et s'achevant par l'accès à la royauté d'Achot Ier en 884, et le troisième poursuit jusqu'en 1004, au cours du règne de Gagik Ier. Ce dernier livre, dont les 75 dernières années constituent un apport original de Stépanos, est un « document incomparable » sur le Xe siècle arménien et byzantin.